# Triguno
Triguno is een bestuurslaag in het regentschap Pati van de provincie Midden-Java, Indonesië. Triguno telt 2056 inwoners (volkstelling 2010).